# 巴西天主教教区列表

Episcopal regions in Brazil. Total: 19 regions.

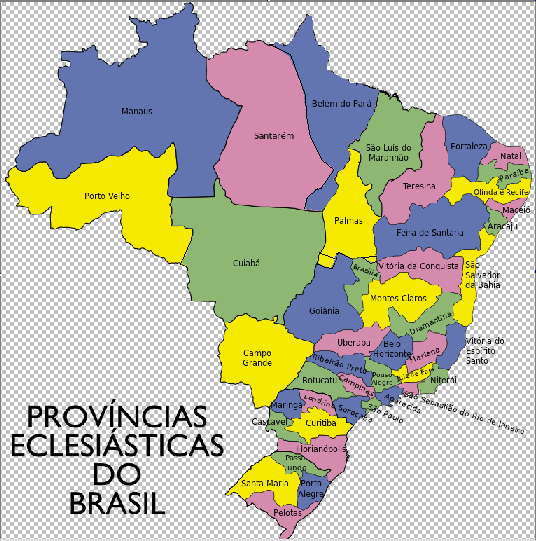
巴西拉丁禮天主教教省

罗马天主教在巴西共设有45个教省（其中一個為烏克蘭希臘禮教省），每个教省设一位总主教。这些教省进一步分为214个教区、45个总教区和9个自治监督区，由主教或总主教管理。加上四個東方禮教區、一個軍中教長區和全球唯一的個人宗座署理區，这274个分区使得巴西成为世界上教区数目最多的国家。

## 阿帕雷西达教省
- 天主教阿帕雷西达总教区
  - 天主教卡拉瓜塔图巴教区
  - 天主教洛雷纳教区
  - 天主教圣若泽杜斯坎普斯教区
  - 天主教陶巴特教区

## 阿拉卡茹教省
- 天主教阿拉卡茹总教区
  - 天主教埃斯坦西亚教区
  - 天主教普罗普里亚教区

## 贝伦教省
- 天主教贝伦总教区
  - 天主教阿巴埃特圖巴教區
  - 天主教帕拉的布拉干薩教區
  - 天主教阿拉瓜亞的康塞桑教區
  - 天主教卡斯塔尼亞爾教區
  - 天主教马卡帕教区
  - 天主教马拉巴教区
  - 天主教蓬塔-迪佩德拉斯教区
  - 天主教聖塔倫教區
  - 天主教卡梅塔教区
  - 天主教伊泰图巴自治监督区
  - 天主教馬拉若自治監督區
  - 天主教奧比多斯教區
  - 天主教欣古自治監督區

## 贝洛奥里藏特教省

Regional CNBB Leste 2.

- Regional CNBB Leste 2.天主教贝洛奥里藏特总教区
  - 天主教迪维诺波利斯教区
  - 天主教卢什教区
  - 天主教奥利韦拉教区
  - 天主教塞蒂拉瓜斯教区

## 博图卡图教省
- 天主教博图卡图总教区
  - 天主教阿拉萨图巴教区
  - 天主教阿西斯教区
  - 天主教包鲁教区
  - 天主教林斯教区
  - 天主教马里利亚教区
  - 天主教欧里纽斯教区
  - 天主教普鲁登特总统城教区

## 巴西利亚教省
- 天主教巴西利亚总教区
  - 天主教福莫萨教区
  - 天主教卢济阿尼亚教区
  - 天主教乌鲁阿苏教区

## 坎皮纳斯教省
- 天主教坎皮纳斯总教区
  - 天主教安帕羅教區
  - 天主教布拉干萨-保利斯塔教区
  - 天主教利梅拉教区
  - 天主教皮拉西卡巴教区
  - 天主教圣卡洛斯教区

## 大坎普教省
- 天主教大坎普总教区
  - 天主教科伦巴教区
  - 天主教科欣教区
  - 天主教多拉杜斯教区
  - 天主教雅爾丁教區
  - 天主教納維拉伊教區
  - 天主教特雷斯拉瓜斯教区

## 卡斯卡韦尔教省
- 天主教卡斯卡韦尔总教区
  - 天主教福斯-杜伊瓜苏教区
  - 天主教帕爾馬斯-貝爾德朗教區
  - 天主教托萊多教區

## 库亚巴教省
- 天主教库亚巴总教区
  - 天主教巴拉-杜加薩斯教區
  - 天主教迪亚曼蒂努教区
  - 天主教茹伊纳教区
  - 天主教龙多诺波利斯-吉拉廷加教区
  - 天主教圣路易斯-德卡塞里斯教区
  - 天主教西诺普教区
  - 天主教東普里馬韋拉-巴拉納廷加教區
  - 天主教圣费利斯自治监督区

## 库里蒂巴教省
- 天主教库里蒂巴总教区
  - 天主教瓜拉普阿瓦教区
  - 天主教巴拉那瓜教区
  - 天主教蓬塔格罗萨教区
  - 天主教乌尼昂-达维多利亚教区
  - 天主教聖若澤杜斯皮尼艾斯教區

## 迪亚曼蒂纳教省
- 天主教迪亚曼蒂纳总教区
  - 天主教阿尔梅纳拉教区
  - 天主教阿拉苏阿伊教区
  - 天主教瓜尼扬伊斯教区
  - 天主教特奥菲卢奥托尼教区

## 费拉迪圣安娜教省
- 天主教费拉迪圣安娜总教区
  - 天主教巴拉教区
  - 天主教巴雷拉斯教区
  - 天主教邦芬教区
  - 天主教伊雷塞教区
  - 天主教茹阿泽鲁教区
  - 天主教保罗阿方索教区
  - 天主教鲁伊巴尔博萨教区
  - 天主教塞里尼亚教区

## 弗洛里亚诺波利斯教省
- 天主教弗洛里亚诺波利斯总教区
  - 天主教布卢梅瑙教区
  - 天主教卡萨多尔教区
  - 天主教沙佩科教区
  - 天主教克里西乌马教区
  - 天主教若阿萨巴教区
  - 天主教若因维利教区
  - 天主教拉日斯教区
  - 天主教南河镇教区
  - 天主教图巴朗教区

## 福塔莱萨教省
- 天主教福塔莱萨总教区
  - 天主教克拉特乌斯教区
  - 天主教克拉图教区
  - 天主教伊瓜图教区
  - 天主教伊塔皮波卡教区
  - 天主教北利穆埃鲁教区
  - 天主教基沙达教区
  - 天主教索布拉尔教区
  - 天主教蒂安瓜教区

## 戈亚尼亚教省
- 天主教戈亚尼亚总教区
  - 天主教阿纳波利斯教区
  - 天主教戈亚斯教区
  - 天主教伊帕梅里教区
  - 天主教伊通比亚拉教区
  - 天主教雅塔伊教区
  - 天主教鲁比亚塔巴-莫扎兰迪亚教区
  - 天主教圣路易斯-迪蒙蒂斯贝卢斯教区

## 茹伊斯迪福拉教省
- 天主教茹伊斯迪福拉总教区
  - 天主教利奥波尔迪纳教区
  - 天主教圣若昂德尔雷伊教区

## 隆德里纳教省
- 天主教隆德里纳总教区
  - 天主教阿普卡拉納教區
  - 天主教科内利乌-普罗科皮乌教区
  - 天主教雅卡雷济纽教区

## 马塞约教省
- 天主教马塞约总教区
  - 天主教帕尔梅拉-杜斯印第乌斯教区
  - 天主教佩内杜教区

## 马瑙斯教省
- 天主教马瑙斯总教区
  - 天主教上索利蒙伊斯教区
  - 天主教帕林廷斯教区
  - 天主教羅賴馬教區
  - 天主教聖加布里埃爾-卡舒埃拉教區
  - 天主教博尔巴自治监督区
  - 天主教科阿里教区
  - 天主教伊塔夸蒂亚拉自治监督区
  - 天主教特费自治监督区

## 马里亚纳教省
- 天主教马里亚纳总教区
  - 天主教卡拉廷加教区
  - 天主教瓦拉达里斯州长市教区
  - 天主教伊塔比拉–法布里西亚诺教区

## 马林加教省
- 天主教马林加总教区
  - 天主教坎普莫朗教区
  - 天主教巴拉那瓦伊教区
  - 天主教乌穆阿拉马教区

## 蒙蒂斯克拉鲁斯教省
- 天主教蒙蒂斯克拉鲁斯总教区
  - 天主教雅纳乌巴教区
  - 天主教雅努阿里亚教区
  - 天主教帕拉卡图教区

## 纳塔尔教省
- 天主教纳塔尔总教区
  - 天主教凯科教区
  - 天主教莫索罗教区

## 尼泰罗伊教省
- 天主教尼泰罗伊总教区
  - 天主教坎普斯教区
  - 天主教新弗里堡教区
  - 天主教彼得罗波利斯教区

## 奧林達暨累西腓教省
- 天主教奧林達暨累西腓總教區
  - 天主教阿福加杜斯-达因加泽拉教区
  - 天主教卡鲁阿鲁教区
  - 天主教弗洛雷斯塔教区
  - 天主教加拉尼温斯教区
  - 天主教纳扎雷教区
  - 天主教帕尔马里斯教区
  - 天主教佩斯凯拉教区
  - 天主教彼得罗利纳教区
  - 天主教薩爾蓋魯教區

## 帕尔马斯教省
- 天主教帕尔马斯总教区
  - 天主教托坎廷斯的米拉塞马教区
  - 天主教纳雄耐尔港教区
  - 天主教托坎蒂諾波利斯教區
  - 天主教克里斯塔兰迪亚教区[1]

## 帕拉伊巴教省
- 天主教帕拉伊巴总教区
  - 天主教卡雅泽拉斯教区
  - 天主教大坎皮纳教区
  - 天主教瓜拉比拉教区
  - 天主教帕图斯教区

## 帕苏丰杜教省
- 天主教帕苏丰杜总教区
  - 天主教埃雷欣教区
  - 天主教弗雷德里科-威斯特法伦教区
  - 天主教瓦卡里亚教区

## 佩洛塔斯教省
- 天主教佩洛塔斯总教区
  - 天主教巴热教区
  - 天主教里奥格兰德教区

## 阿雷格里港教省
- 天主教阿雷格里港总教区
  - 天主教南卡希亚斯教区
  - 天主教蒙特内格鲁教区
  - 天主教新汉堡教区
  - 天主教奥索里乌教区

## 波多韦柳教省
- 天主教波多韦柳总教区
  - 天主教南克魯塞羅教區
  - 天主教瓜雅拉米林教区
  - 天主教乌迈塔教区
  - 天主教日巴拉那教区
  - 天主教里奧布朗庫教區
  - 天主教拉布里亚自治监督区

## 波苏阿雷格里教省
- 天主教波苏阿雷格里总教区
  - 天主教坎帕尼亚教区
  - 天主教瓜舒佩教区

## 里贝朗普雷图教省
- 天主教里贝朗普雷图总教区
  - 天主教巴雷图斯教区
  - 天主教卡坦杜瓦教区
  - 天主教弗朗卡教区
  - 天主教雅博蒂卡巴尔教区
  - 天主教雅利斯教区
  - 天主教圣若昂-达博阿维斯塔教区
  - 天主教普雷图河畔圣若泽教区
  - 天主教沃圖波蘭加教區

## 马拉尼昂的圣路易斯教省
- 天主教马拉尼昂的圣路易斯总教区
  - 天主教巴卡巴尔教区
  - 天主教巴尔萨斯教区
  - 天主教布雷茹教区
  - 天主教卡罗利纳教区
  - 天主教马拉尼昂的卡希亚斯教区
  - 天主教科罗阿塔教区
  - 天主教格拉雅乌教区
  - 天主教因佩拉特里斯教区
  - 天主教皮涅鲁教区
  - 天主教维亚纳教区
  - 天主教澤多卡教區

## 圣玛丽亚教省
- 天主教圣玛丽亚总教区
  - 天主教南卡舒埃拉教区
  - 天主教上克鲁斯教区
  - 天主教南圣克鲁斯教区
  - 天主教圣安热卢教区
  - 天主教乌鲁瓜亚纳教区

## 圣保罗教省

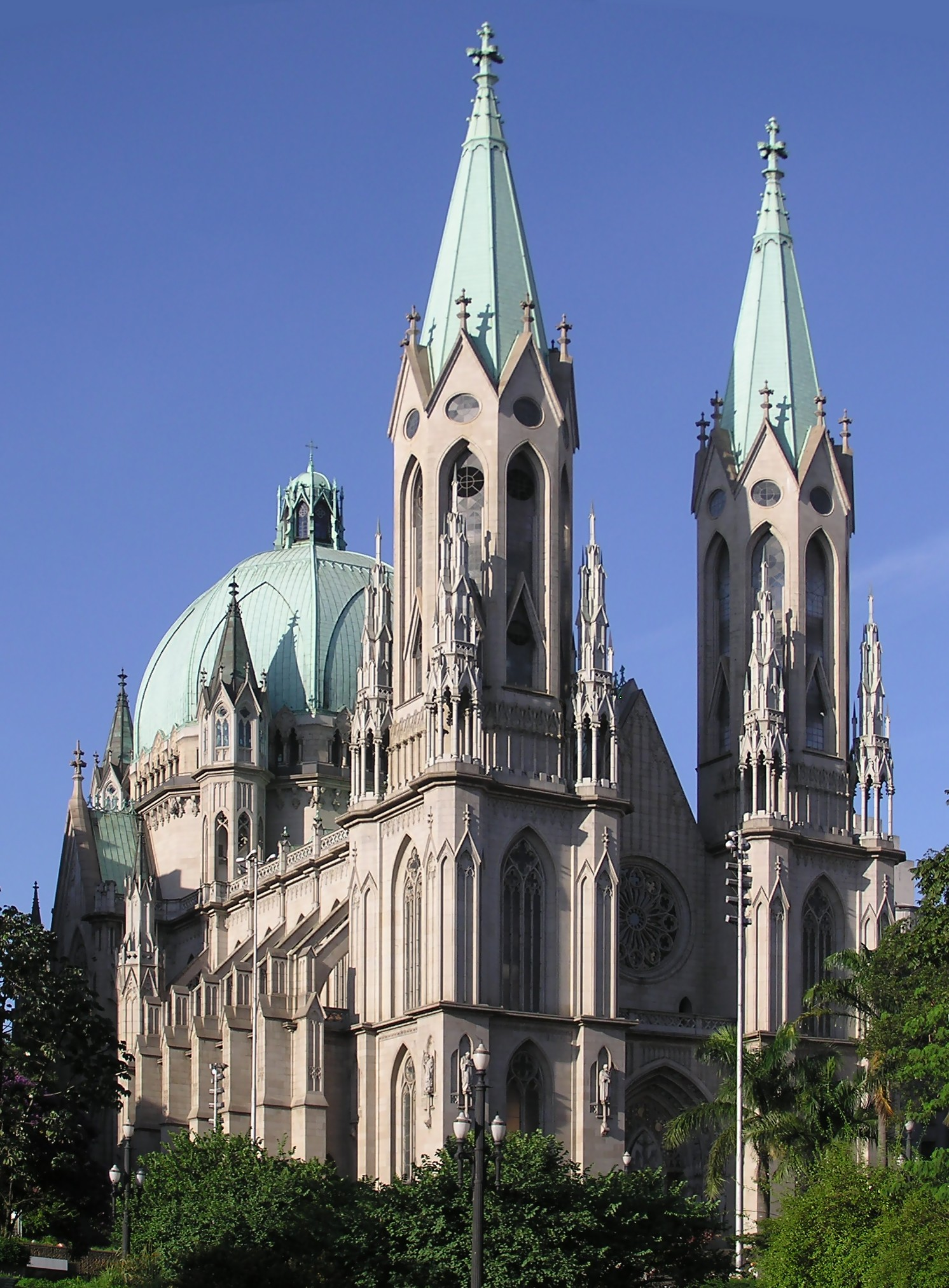
圣保罗主教座堂

- 天主教圣保罗总教区
  - 天主教坎普林普教區
  - 天主教卡拉瓜塔图巴教区
  - 天主教瓜鲁柳斯教区
  - 天主教莫日达斯克鲁济斯教区
  - 馬龍尼禮天主教聖保羅黎巴嫩聖母教區
  - 默基特希臘禮天主教聖保羅天堂之母教區
  - 天主教奧薩斯庫教區
  - 天主教圣阿马鲁教区
  - 天主教圣安德烈教区
  - 天主教桑托斯教区
  - 天主教圣米格尔-保利斯达教区

## 萨尔瓦多教省

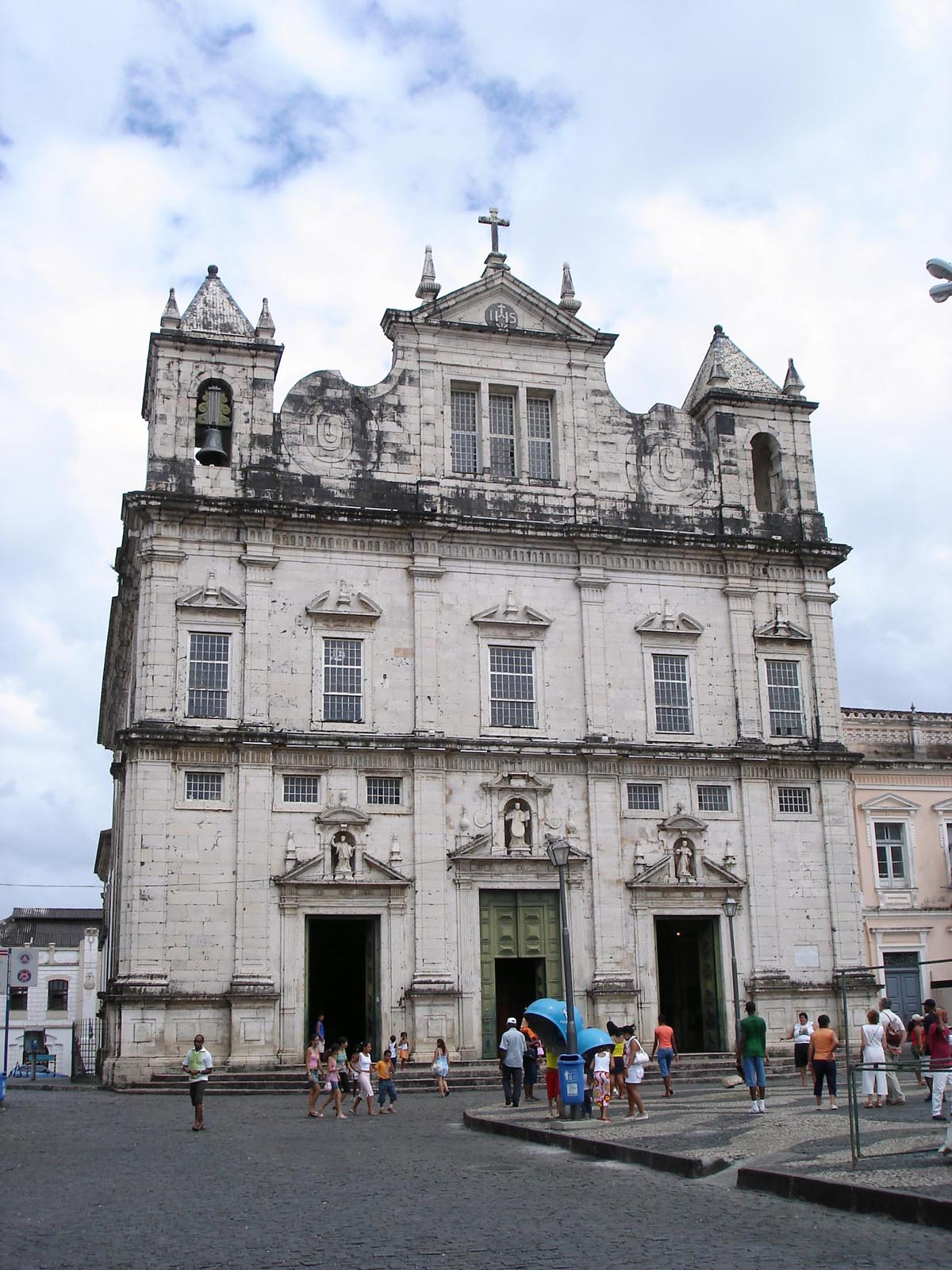
萨尔瓦多主教座堂

- 天主教萨尔瓦多总教区
  - 天主教阿拉戈伊尼亚斯教区
  - 天主教阿马戈萨教区
  - 天主教卡馬薩里教區
  - 天主教欧纳波利斯教区
  - 天主教伊列乌斯教区
  - 天主教伊塔布纳教区
  - 天主教特谢拉德弗雷塔斯-卡拉韦拉斯教区

## 里约热内卢教省

圣保罗教省, 1908.

- 天主教里约热内卢总教区
  - 天主教巴拉杜皮拉伊-沃尔塔雷东达教区
  - 天主教卡希亞斯公爵城教區
  - 天主教伊塔瓜伊教区
  - 天主教新伊瓜苏教区
  - 天主教瓦倫薩教區

## 索罗卡巴教省
- 天主教索罗卡巴总教区
  - 天主教伊塔佩蒂宁加教区
  - 天主教伊塔佩瓦教区
  - 天主教容迪亚伊教区
  - 天主教雷日斯特鲁教区

## 特雷西纳教省
- 天主教特雷西纳总教区
  - 天主教邦熱蘇斯-杜古爾蓋亞教區
  - 天主教坎普马约尔教区
  - 天主教弗洛里亚努教区
  - 天主教奥埃拉斯教区
  - 天主教巴纳伊巴教区
  - 天主教皮库斯教区
  - 天主教聖雷蒙多諾納圖教區

## 乌贝拉巴教省
- 天主教乌贝拉巴总教区
  - 天主教伊图尤塔巴教区
  - 天主教帕图斯迪米纳斯教区
  - 天主教乌贝兰迪亚教区

## 维多利亚教省
- 天主教维多利亚总教区
  - 天主教卡舒埃鲁迪伊塔佩米林教区
  - 天主教科拉蒂纳教区
  - 天主教圣马特乌斯教区

## 维多利亚达孔基斯塔教省
- 天主教维多利亚达孔基斯塔总教区
  - 天主教邦热苏斯-达拉帕教区
  - 天主教卡埃蒂特教区
  - 天主教热基耶教区
  - 天主教利夫拉门图圣母城教区

## 库里蒂巴教省（烏克蘭希臘禮）
- 烏克蘭希臘禮天主教庫里奇巴聖若翰洗者總教區
  - 烏克蘭希臘禮天主教普魯登托波利斯聖母無原罪教區

## 聖座直屬
- 亞美尼亞禮天主教拉丁美洲暨墨西哥宗座代牧區
- 天主教巴西軍中教長區
- 天主教巴西東方禮教長區
- 聖若望·瑪利亞·維雅納個人宗座署理區